# Escultismo en el Perú
El Movimiento Scout en Perú fue fundado el 25 de mayo de 1911 por Juan Luis Rospigliosi y Gómez Sánchez cuando era el director del Instituto Inglés de Barranco ubicado en el distrito de Barranco, en la ciudad de Lima.

## Historia
En 1911, el Perú fue el cuarto país en adoptar el Movimiento Scout en América, después de Estados Unidos, Chile y Brasil.
Hasta ahora sólo dos dirigentes scouts peruanos han recibido el Lobo de Bronce, Elías Mendoza Habersperger en 1972 y Daniel Oscar Tagata Ásano en 1998.

## Asociaciones Scouts en el Perú
| Asociación                                                             | Afiliación           | Sede     |
| ---------------------------------------------------------------------- | -------------------- | -------- |
| Asociación de Scouts del Perú (ASP)                                    | OMMS                 | Lima     |
| Asociación Independiente de Scouts Tradicionales del Perú (AISTA-PERÚ) | WFIS                 | Lima     |
| Asociación de Muchachas Guías Scouts del Perú                          | AMMGGS               | Lima     |
| Asociación de Scouts Independientes - Perú                             | WOIS                 | Trujillo |
| Asociación Peruana de Escultismo (APE)                                 | WFIS                 | Lima     |
| Asociación Peruana de Scouts de Baden Powell (ASBP)                    | CISI                 | Trujillo |
| Movimiento Scout Católico del Perú (MSC)                               |                      | Lima     |
| Exploradores Peruanos                                                  | Club de Exploradores | Lima     |

- Wikimedia Commons alberga una categoría multimedia sobre Escultismo en el Perú.

- Datos: Q7438456
- Multimedia: Scouting in Peru / Q7438456